# بول أ. دايفيد
بول أ. دايفيد (بالإنجليزية: Paul A. David)‏ هو اقتصادي وأستاذ جامعي أمريكي، ولد في 24 مايو 1935 في نيويورك في الولايات المتحدة.